# 南京大学图书馆
南京大学图书馆（简称“南大图书馆”）是中华人民共和国南京大学的图书馆，也是中国高等教育文献保障系统（CALIS）华东北地区（江苏、安徽、山东）和江苏省高等教育文献保障系统（JALIS）的管理中心。南大图书馆目前有两处馆址，分别位于南京大学的鼓楼校区和仙林校区，其中位于仙林校区的杜厦图书馆被媒体称为“中国最美的图书馆”之一。

## 历史
南大图书馆最早可追溯到始建于1902年的三江师范学堂藏书楼。之后随着校名的变更，图书馆也几易其名。1915年，图书馆更名为南京高等师范学堂图书馆，1921年更名为东南大学图书馆。1923年，东南大学图书馆馆舍毁于火灾，馆藏图书未能幸免；后于1924年由齐孟芳（齐燮元之父）捐资修建新馆，命名为“孟芳图书馆”。1928年，孟芳图书馆更名为中央大学图书馆，1949年5月改为现名。1952年南京高等学校院系调整，原金陵大学文理科部分并入南京大学，金陵大学图书馆的文理科藏书也随之并入南大图书馆。
1979年，南大图书馆新馆舍开工兴建。新馆舍面积约1.6万平方米，内设10个不同类型的书库、阅览室及参考室23个、座位约1500个。2001年6月，为迎接南京大学百年校庆，鼓楼校区图书馆进行了扩建改造，馆舍面积增至2.21万平方米。
1994年，南大建立了南大图书馆浦口校区分馆。至2007年，分馆藏书已达到34万册。2007年5月，面积 3.05万平方米的浦口校区新馆——思源图书馆建成并开放。后因浦口校区划拨给独立学院——南京大学金陵学院，浦口分馆不再被视为南大图书馆的一部分。
2009年10月8日，南大仙林校区图书馆正式落成。仙林校区图书馆以南大校友、企业家杜厦的名字命名，称为“杜厦图书馆”。2012年10月29日，杜厦图书馆全面开馆。杜厦图书馆建筑面积约5万平方米（包括3000平方米古籍书库），提供约4000个阅览座位、自助打印复印扫描、24小时还书系统等全自助一体化简约服务

## 馆藏
根据南大图书馆官方介绍，至2014年底，图书馆总藏书量达到577万册（含院系资料室）。馆藏古籍线装书近40万册，其中善本古籍有3000余种、3万余册，包括《扬州画舫录十八卷》《王荆公诗笺注五十卷》等“镇馆之宝”。地方文献、古代目录学文献以及丛书的收藏已形成特色。古代地方志共收藏有4000余种，近4万册，在中国大陆各大图书馆中处于领先地位。南大图书馆也收藏了80多个国家和地区20多个语种的期刊，尤以物理学、生物学、地学、数学、东方学为特色。中华人民共和国成立以前的中文社会科学书刊也收藏颇多。